# Théorème d'Alfvén
En magnétohydrodynamique, le théorème d'Alfvén établit que dans un fluide dont la conductivité électrique est infinie, les lignes de champ magnétique sont « gelées » à l'intérieur de ce fluide et qu'elles sont donc contraintes de se déplacer avec celui-ci. Le physicien Hannes Alfvén fit pour la première fois part de cette idée en 1942. 
Il est à noter que dans la plupart des milieux étudiés en astrophysique, aussi bien que dans les conditions d'étude des plasmas en laboratoire, du fait que la conductivité électrique n'est pas infinie, les lignes de champ magnétique ne sont pas idéalement piégées à l'intérieur des fluides. Ainsi, en vertu de ce théorème, la matière du fluide parait attachée aux lignes de force. Cependant, dans le cas d'une haute conductivité électrique, ou de manière équivalente d'une faible résistivité du matériau, les résultats découlant de ce théorème peuvent être approximativement appliqués. 

## Formulation mathématique
Dans le cas d'un fluide dont la conductivité électrique est infinie, la variation du flux magnétique au cours du temps peut être exprimée comme
{\displaystyle {d\Phi _{B} \over dt}=\int _{S}{\partial {\vec {B}} \over \partial t}\cdot d{\vec {S}}+\oint _{C}{\vec {B}}\cdot {\vec {v}}\times d{\vec {l}},}
où {\displaystyle {\vec {B}}} et {\displaystyle {\vec {v}}} désignent respectivement le champ magnétique et le champ des vitesses. Ici,  {\displaystyle {\vec {S}}} désigne une surface entourée par un chemin fermé {\displaystyle C} dont l'élément curviligne infinitésimal s'écrit {\displaystyle d{\vec {l}}}. En utilisant l'équation d'induction de Faraday dans le cas d'une conductivité infinie
{\displaystyle {\partial {\vec {B}} \over \partial t}={\vec {\nabla }}\times ({\vec {v}}\times {\vec {B}}),}
conduit à 
{\displaystyle {d\Phi _{B} \over dt}=\int _{S}{\vec {\nabla }}\times ({\vec {v}}\times {\vec {B}})\cdot d{\vec {S}}+\oint _{C}{\vec {B}}\cdot {\vec {v}}\times d{\vec {l}}.}
Cette somme d'intégrales peut être réécrite en utilisant le théorème de Stokes pour la première, ainsi que l'identité vectorielle {\displaystyle ({\vec {A}}\times {\vec {B}})\cdot {\vec {C}}=-{\vec {B}}\cdot ({\vec {A}}\times {\vec {C}})} pour la seconde. Le résultat s'écrit
{\displaystyle \int _{S}{\vec {B}}\cdot d{\vec {S}}=const.}
Il s'agit de la formulation mathématique du théorème d'Alfven: Le champ magnétique passant à travers une surface en mouvement avec le fluide est constant. 